# Resolutie van de VN-Veiligheidsraad

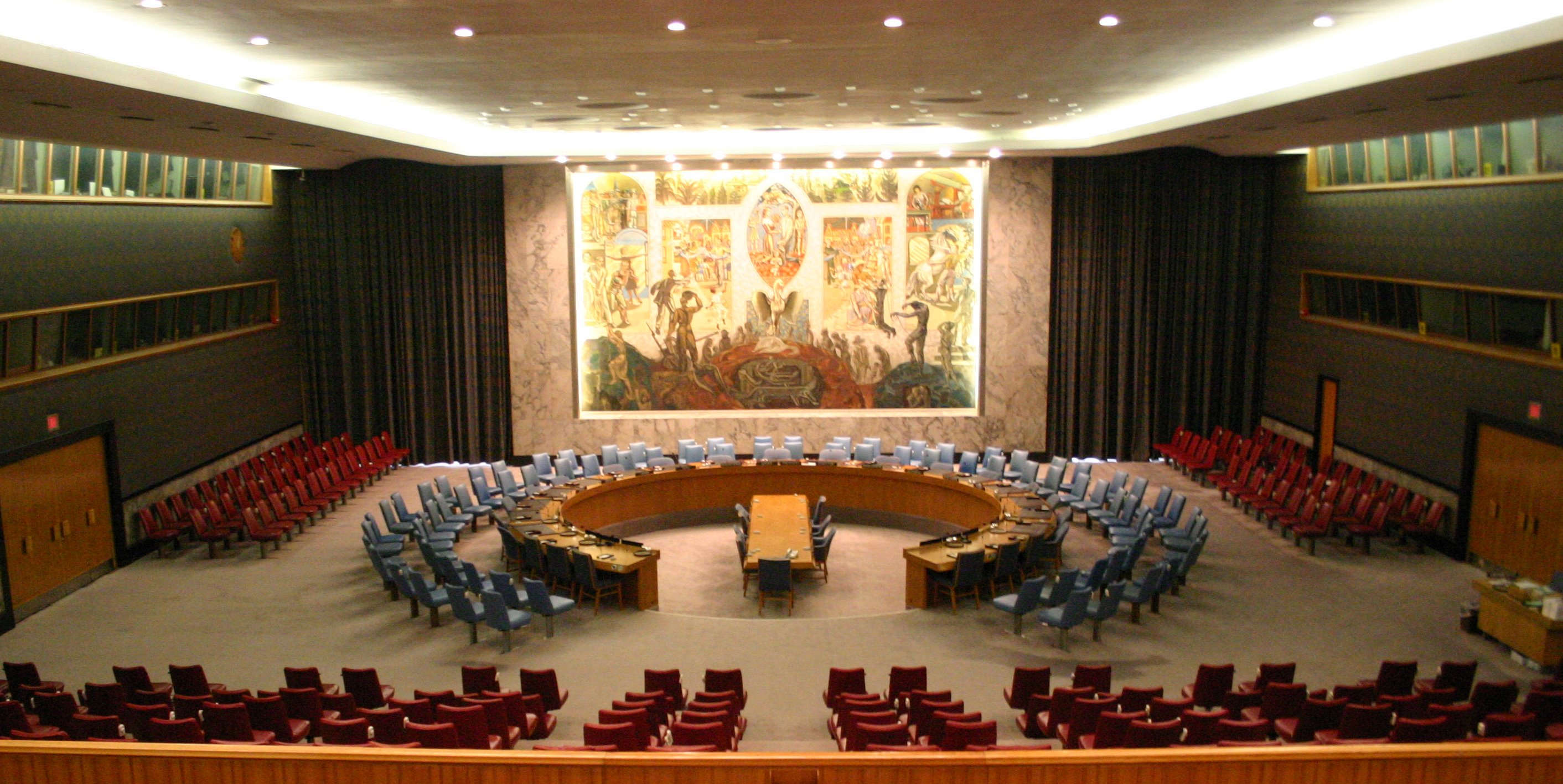
De Zaal van de Veiligheidsraad in 2006.

Een Resolutie van de Veiligheidsraad van de Verenigde Naties (UNSCR) is een resolutie van de Verenigde Naties die wordt aangenomen door de VN-Veiligheidsraad, het 15 leden tellende orgaan van de Verenigde Naties (VN) dat belast is met de "primaire verantwoordelijkheid voor de handhaving van de internationale vrede en veiligheid". 
Het Handvest van de VN bepaalt in artikel 27 dat besluiten van de Veiligheidsraad worden genomen met een positieve stem van negen van de 15 leden van de Veiligheidsraad. Met uitzondering van zuiver procedurele besluiten, kan over alle andere door de Veiligheidsraad aangenomen resoluties een veto worden uitgesproken door elk van de vijf permanente leden: Volksrepubliek China (die in 1971 de Republiek China verving), Frankrijk, Rusland (dat in 1991 de ontbonden Sovjet-Unie verving), het Verenigd Koninkrijk en de Verenigde Staten. 
Artikel 25 van het Handvest van de Verenigde Naties bepaalt: "De Leden van de Verenigde Naties komen overeen de besluiten van de Veiligheidsraad overeenkomstig dit Handvest te aanvaarden en uit te voeren". 
De term "resolutie" komt niet voor in de tekst van het Handvest van de Verenigde Naties. In de plaats daarvan worden verschillende formuleringen worden gebruikt, zoals "besluit" en "aanbeveling". 
Doorgaans wordt bij resoluties ook een persverklaring als toelichting uitgegeven. 

## Rechtsgrond en rechtspraak
Het advies van het Internationaal Gerechtshof (ICJ) in de "Vergoeding voor letsel"-zaak uit 1949 gaf aan dat de Verenigde Naties als organisatie zowel expliciete als impliciete bevoegdheden hadden. Het Hof verwees naar de artikelen 104 en 2.5 van het Handvest, en merkte op dat de leden de Organisatie de noodzakelijke wettelijke bevoegdheid hadden verleend om haar functies uit te oefenen en haar doelen te vervullen zoals gespecificeerd of geïmpliceerd in het Handvest, en dat zij waren overeengekomen om de Verenigde Naties alle hulp te verlenen bij elke actie die werd ondernomen in overeenstemming met het Handvest.
In 1971 verklaarde het Internationaal Gerechtshof in een advies over de kwestie Namibië (1970) dat alle resoluties van de VN-Veiligheidsraad juridisch bindend zijn. Sommige juristen voeren echter aan dat er een verschil moet worden gemaakt tussen resoluties van de VN-Veiligheidsraad die zijn aangenomen op basis van "Hoofdstuk VII" van het VN-Handvest (“Optreden met betrekking tot bedreiging van de vrede, verbreking van de vrede en daden van agressie”), die juridisch bindend zijn, en resoluties op basis van Hoofdstuk VI (“Vreedzame regeling van geschillen”), die niet-bindend zouden zijn. In de praktijk wordt in resoluties van de VN-Veiligheidsraad echter zelden expliciet vermeld of ze worden aangenomen op basis van Hoofdstuk VI of VII van het VN-Handvest. In het Repertory of Practice of United Nations Organs, een juridische publicatie van de VN, staat dat tijdens de Conferentie van de Verenigde Naties in 1945 pogingen om de verplichtingen van de leden krachtens artikel 25 van het Handvest te beperken, mislukten.
Wanneer de Veiligheidsraad geen consensus kan bereiken, of er dreigt het veto van een permanent lid, kan een zogenoemde “Verklaring van de Voorzitter” (“Presidential Statement”) opgesteld worden. Dergelijke verklaringen zijn qua inhoud, vorm en toon vergelijkbaar met resoluties, maar zijn niet juridisch bindend. Voor het aannemen van zo’n verklaring is consensus vereist, hoewel leden van de Veiligheidsraad zich van stemming kunnen onthouden. De verklaring wordt ondertekend door de zittende voorzitter van de Veiligheidsraad. 